# Luyego
Luyego – gmina w Hiszpanii, w prowincji León, w Kastylii i León, o powierzchni 132,31 km². W 2011 roku gmina liczyła 747 mieszkańców.